# Book Type
Mit Book Type wird ein 4-Bit-Feld im Lead-In-Bereich eines DVD-Mediums beschrieben, das genaue Informationen über den Medientyp (bspw. -RW, +RW oder +RW DL) enthält. Diese Format-Spezifikation wird von den meisten DVD-Playern oder DVD-Laufwerken ausgewertet, um mit Hilfe dieser Information die passende Behandlung des Mediums zu bestimmen.
Die Software in vielen älteren Laufwerken bzw. DVD-Playern kennt die neueren Medientypen, wie etwa DVD+R Dual Layer, nicht. Daher können diese mit solchen Laufwerken nicht gelesen werden. Einige DVD-Rekorder ermöglichen es jedoch, den zu speichernden Book Type bei der Erstellung  einer gebrannten DVD manuell zu bestimmen, zum Beispiel kann die Kennung "DVD-ROM" bei einem "DVD+RW"-Medium verwendet werden. Damit kann eine verbesserte Kompatibilität zu den älteren Laufwerken ermöglicht werden.
| 0000 | DVD-ROM                    |
| 0001 | DVD-RAM                    |
| 0010 | DVD-R, DVD-R DL            |
| 0011 | DVD-RW                     |
| 1001 | DVD+RW                     |
| 1010 | DVD+R                      |
| 1101 | DVD+RW DL (nie produziert) |
| 1110 | DVD+R DL                   |